# Replik (objekt)

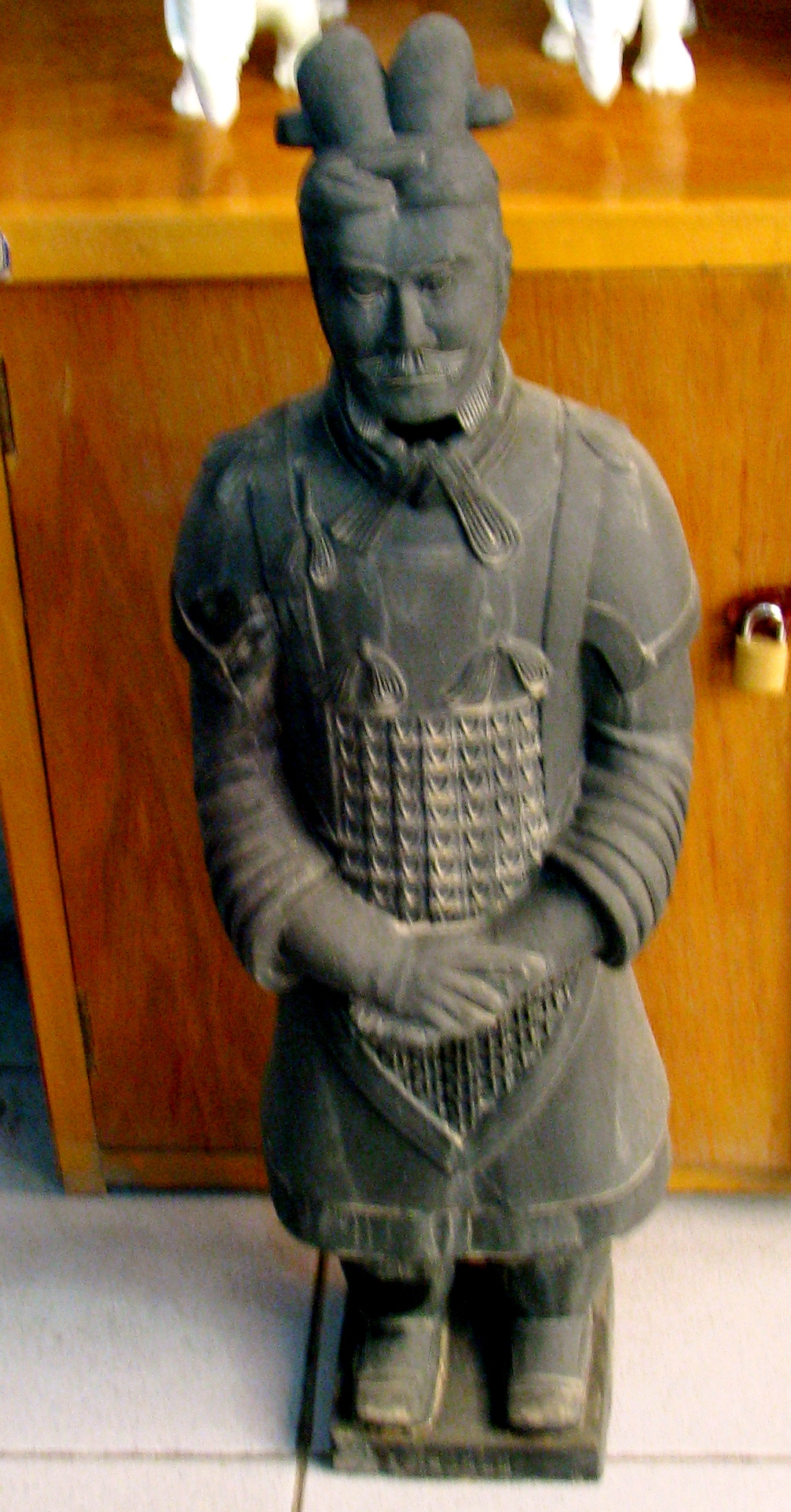
En replik av ett föremål i terrakottaarmén.

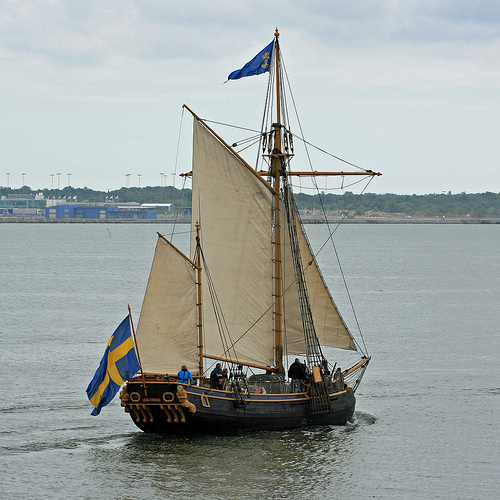
Replik av postjakten Hiorten

Replik (ibland även replika) är en kopia av ett föremål som avses efterlikna originalet så långt som möjligt. Ofta används begreppet då kopian, till skillnad från en förfalskning, inte är skapad för att medvetet försöka lura betraktaren att det rör sig om ett original.
Inom konsten är en replik en av konstnären själv utförd kopia eller dubblettexemplar av eget konstverk. Allmännare eller bildligt används replik om föremål som utgör en dubblett till eller kopia av ett annat föremål. Ordet kan även användas om företeelse som utgör en upprepning eller efterbildning av en annan företeelse.

## Replikbegreppet avseende gjutna skulpturer
När det gäller gjutna metallskulpturer kan det i vissa fall vara vanskligt att särskilja vad som kan anses vara en replik. Sådana skulpturer för utomhusbruk göts förr normalt enligt cire perdue-teknik, vilket innebar gjutning av ett enda exemplar. Senare tiders gjutning har normalt skett i gjutformar med återanvändbar modell, och den första gjutomgången kan ha skett i ett exemplar eller i en serie exemplar, och modellen kan ha använts också i senare gjutningar av enstaka exemplar och av serier av exemplar. 
En tidigare gjuten skulptur kan också användas modell för senare avgjutningar, och i detta fall är det mer relevant att använda begreppet replik än när det gäller tidsmässigt senare gjutningar av ett konstverk efter den ursprungliga modellen. Således är skulpturerna av Adriaen de Vries i Wallensteinträdgården i Prag repliker. De skulpturer gjutna i ett exemplar i cire perdue-teknik, som ursprungligen fanns där och var från 1600-talets början, rövades av svensk militär 1648 i slutskedet av trettioåriga kriget och fördes till Sverige. Dessa skulpturer har senare använts som modeller för såväl repliker i Wallensteinträdgården i Prag som de repliker som av bevaringsskäl ersatt de ursprungliga skulpturerna i Drottningholms slottspark i Sverige.
Många populära offentliga skulpturer finns i samma storlek i ett flertal exemplar på olika platser, till exempel Per Hasselbergs Grodan. I många fall är dessa från början gjutna i en serie, i Sverige ofta i upp till fem exemplar. I andra fall utnyttjas en sparad modell för senare gjutningar. Samtliga exemplar i en gjutningsomgång är normalt identiska. Exemplar från senare gjutningar är också, eller kan vara det, identiska med tidigare omgångars exemplar. 